# 225 av. J.-C.
Cette page concerne l'année 225 av. J.-C. du calendrier julien proleptique.

## Événements
- Printemps : Aratos de Sicyone, nommé généralissime de la ligue achéenne, rompt les négociations avec Cléomène III ; la guerre reprend[1].
- 31 mai (21 avril du calendrier romain) : début à Rome du consulat  de Lucius Aemilius Papirius ou Pappus et Caius Atilius Regulus[2].

- Victoire Gauloise sur les Romains lors de la bataille de Fiesole [3].
- Juillet : Cléomène III prend Argos ; les villes de la ligue achéenne (Phlionte, Cléones) rejoignent Sparte, suivies par celles de la côte d'Argolide (Épidaure, Hermione)[4]. Corinthe se rallie à Cléomène[1].
- Août : 
  - Bataille de Télamon[5]. Devançant l’offensive romaine, les Boïens font appel aux renforts de Gaulois transalpins, les Gésates, et marchent jusqu’à Clusium, à 160 km de Rome. Les deux armées consulaires de C. Alilius Regulus au Nord et de L. Aemilius Papus au Sud réussissent à cerner les Gaulois et à les écraser au cap Télamon, sur la côte de l’Étrurie septentrionale. Rome exploite sa victoire pour entreprendre la conquête systématique de la Cisalpine (225/219 av. J.-C.).

- Septembre-novembre : Cléomène III assiège Aratos et son fils à Sicyone[6] (ou au printemps 224 av. J.-C.).

- L'Acarnanie est soumise par les Macédoniens[7].

- Début du règne d'Ergaménès (Arkamani), roi de Méroé (fin en 200 av. J.-C.). Il contrôle la vallée du Nil jusqu’à la Ire cataracte. Il connaît la langue grecque et construit, en collaboration avec Ptolémée IV, un temple à Philæ[8] (ou en 218 av. J.-C.).

- Euthydème de Magnésie renverse le roi grec de Bactriane Diodote II[9].

- En Chine, le Qin conquiert le Wei[10].
- Rome comprend 273 000 citoyens mobilisables. Au total, en comptant les Italiens (360 000 fantassins et 44 000 cavaliers), Rome dispose d’environ 700 000 fantassins et 70 000 cavaliers[11].

## Décès en 225 av. J.-C.
- Séleucos II Callinicos roi de Syrie.